# Litra MO
Litra MO er fem serier af motorvogne leveret til DSB fra 1930'erne til 1950'erne. Den første serie, på kun to vogne, blev leveret af Scandia, hvor B & W leverede motorerne. I de resterende serier var det Frichs der leverede motorerne. Frichs motorerne var i øvrigt identiske med med motorerne i Litra MS og Litra MB og en otte-cylindret udgave af samme motor sad i togsættet Litra MK-FK.
Vognene med motorer fra B & W fik i løbet af 1940'erne udskiftet deres toakslede motorbogie med en treakslet motorbogie fra Frichs.
De første fire serier var oprindeligt leveret med koksfyr men blev i 1960-65 ombygget med et større oliefyr til togopvarmning magen til det der sad i den sidste serie. Ombygningen betød også at antallet af pladser faldt fra de oprindelige 52 til 37.
MO-vognene var i mange år en af de mest anvendte togtyper hos DSB, og kunne ses over alt i landet, hvor de blev brugt til fremføring af både gods-, passager- og lyntog.
Udrangeringen af MO-vognene begyndte i 1970'erne og den sidste MO-vogn blev udrangeret i 1984. Dog kørte MO 1829 d. 4 september 1988 DSB plantog mellem Varde og Esbjerg idet DSB havde materielnedbrud og Dansk Jernbane-Klub opbevarede en af deres MO-vogne i nærheden.
Mange af MO-vognenes strækninger blev efter deres udrangering overtaget af Litra MR. På strækningen Ballerup - Frederikssund udgik litra MO i 1978, og blev afløst af litra MX indtil strækningens elektrificering i maj 1989, hvor S-togene overtog driften.

## Bevarede eksemplarer
| Litrering | Serie | Bygget | Bevaret ved                 |
| --------- | ----- | ------ | --------------------------- |
| 1954      | II    | 1935   | Danmarks Jernbanemuseum     |
| 1829      | V     | 1953   | Dansk Jernbane-Klub         |
| 1835      | V     | 1953   | Østsjællandsk Jernbane-Klub |
| 1846      | V     | 1954   | Danmarks Jernbanemuseum     |
| 1848      | V     | 1954   | Veterantog Vest             |
| 1878      | V     | 1955   | Nordsjællands Jernbaneklub  |

| Litrering | Serie | Bygget | Bevaret ved                            |
| --------- | ----- | ------ | -------------------------------------- |
| 551/1951  | I     | 1935   | Niels Ehrsgård, Ophugget 2002          |
| 568       | III   | 1936   | Danmarks Jernbanemuseum, Ophugget 1984 |
| 1876      | V     | 1955   | Dansk Jernbane-Klub, Ophugget 2002     |
| 1881      | V     | 1957   | Danmarks Jernbanemuseum, ophugget 2018 |

## Eksterne henvisning
- Wikimedia Commons har flere filer relateret til Litra MO
- Oversigt over DSB Museumstogs rullende materiel, inklusive to MO-vogne.
- Første serie MO på Jernbanen.dk
- Anden serie MO på Jernbanen.dk
- Tredje serie MO på Jernbanen.dk
- Fjerde serie MO på Jernbanen.dk
- Femte serie MO på Jernbanen.dk